# Gunung Krueng Pakie
Gunung Krueng Pakie är ett berg i Indonesien.   Det ligger i provinsen Aceh, i den västra delen av landet, 1 700 km nordväst om huvudstaden Jakarta. Toppen på Gunung Krueng Pakie är 991 meter över havet.
Terrängen runt Gunung Krueng Pakie är lite bergig, och sluttar västerut. Runt Gunung Krueng Pakie är det mycket glesbefolkat, med 6 invånare per kvadratkilometer. I omgivningarna runt Gunung Krueng Pakie växer i huvudsak städsegrön lövskog.